# Internationale Biatlonunie
De Internationale Biatlonunie (IBU, International Biathlon Union) is de internationale overkoepelende organisatie van de biatlonsport. Het hoofdkantoor van de organisatie staat in Salzburg, Oostenrijk.

## Geschiedenis
De IBU is opgericht op 2 juli 1993. Dit gebeurde toen de National Biathlon Union in Londen besloot om biatlon van de mondiale federatie UIPMB (Union de Pentathlon Moderne et Biathlon) los te koppelen. Sinds 1953 had de National Biathlon Union deel uitgemaakt van de UIPMB. Tijdens deze loskoppeling werd het uitvoerende comité gekozen en de 57 bestaande leden van de UIPMB werden automatisch overgeheveld naar de IBU. Toch erkende het Internationaal Olympisch Comité (IOC) de IBU niet als internationale Olympische wintersportfederatie, tot augustus 1998. In datzelfde jaar wordt de IBU ook als volwaardig lid van de GAISF (General Association of International Sports Federations)
verklaard.
Om de twee jaar wordt er een congres gehouden, dit congres wordt beschouwd als het belangrijkste orgaan van de IBU. Het eerste congres werd gehouden in Salzburg (1994), waar de IBU sinds juni 1999 is gevestigd. Het laatste congres, tot nu toe, werd gehouden in 2010 in Sint-Petersburg, Rusland. De eerste uitgebreide bestuursvergadering vond plaats in augustus 1993 in Darmstadt, Duitsland. Sindsdien zijn er meer dan 50 vergaderingen van de raad gehouden.

## Georganiseerde wedstrijden

### Wereldkampioenschappen
Dit kampioenschap wordt jaarlijks gehouden voor mannen en vrouwen over de hele wereld, met uitzondering in de jaren als de Olympische Winterspelen wordt gehouden. Ook worden de biatlon jeugd/junioren wereldkampioenschappen elk jaar gehouden.

### Wereldbekerwedstrijden
Elk jaar worden er meerdere wereldbekerwedstrijden georganiseerd, tijdens deze wedstrijden worden er per wereldbekerwedstrijd verschillende onderdelen gedaan, zowel voor mannen als vrouwen. Wie de meeste punten behaalt over één onderdeel is de winnaar van dat onderdeel. Om in de wereldbekerwedstrijden moet je voldoen aan bepaalde eisen in de andere competities. Sinds het seizoen 2010-2011 zijn de eisen voor deelname aan de wereldbeker verscherpt, deze houden in dat men genoeg punten moet hebben verzameld in de IBU-cup.

### Continentale kampioenschappen
De continenten laten alleen deelnemers toe die voldoen aan de mededingingsregels, deze regels zijn gebaseerd op basis van de IBU-wedstrijden. Continenten met een eigen kampioenschap zijn:
- Azië
- Europa
- Noord-Amerika
- Zuid-Amerika

### Continentale bekerwedstrijden
Per continent worden er elk jaar een verschillend aantal wedstrijden georganiseerd, deze wedstrijden zijn volledig volgens de regels van de IBU. Ook kan een biatlonner deelname aan de wereldbekerwedstrijden behalen op basis van prestaties in de Continentale bekerwedstrijden.

### Zomerbiatlonwedstrijden
In de zomer worden er ook wedstrijden georganiseerd, dit wordt gedaan op roller ski's en er wordt met klein kaliber geschoten. Ook is er elk jaar een zomer wereldkampioenschap biatlon.